# تيار تحليلي

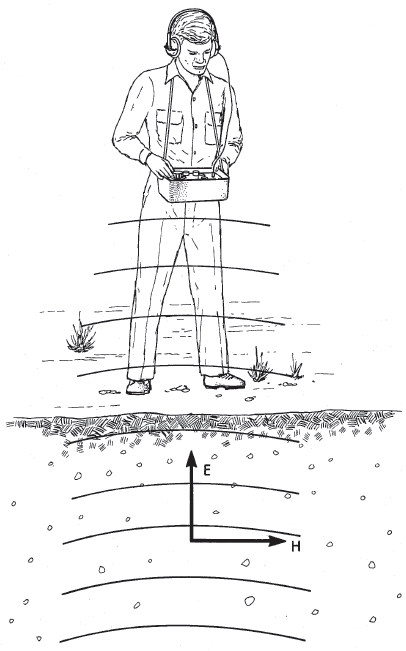
تيار ارض

التيار التحليلي، أو تيار الأرض، هو تيار كهربائي يتحرك تحت الأرض أو عبر البحر. تنتج التيارات التحليلية عن كل من الأسباب الطبيعية والنشاط البشري، وتتفاعل التيارات المنفصلة في نمط معقد. تكون التيارات ذات تردد بالغ الانخفاض وتنتقل عبر مساحات كبيرة على سطح الأرض أو بالقرب منه.

## وصف
التيارات التحليلية هي ظاهرة تُلاحظ في قشرة الأرض وغطائها. في سبتمبر 1862، أجريت تجربة لمعالجة التيارات الأرضية على وجه التحديد في جبال الألب في ميونخ (لامونت، 1862). بما في ذلك العمليات الثانوية، هناك ما لا يقل عن 32 آلية مختلفة تسبب تيارات صخرية. الأقوى هي التيارات المستحثة مغناطيسية أرضية، والتي تنتج عن تغيرات في الجزء الخارجي من المجال المغناطيسي للأرض، والتي تحدث عادة بسبب التفاعلات بين الرياح الشمسية والغلاف المغناطيسي أو تأثيرات الإشعاع الشمسي على طبقة الأيونوسفير. تتدفق التيارات التحليلية في الطبقات السطحية للأرض. يمكن قياس الجهد الكهربي على سطح الأرض في نقاط مختلفة، مما يتيح حساب مقادير واتجاهات التيارات الصخرية ومن ثم توصيل الأرض. من المعروف أن هذه التيارات لها خصائص نهارية حيث يكون الاتجاه العام للتدفق نحو الشمس. تتحرك التيارات التحليلية باستمرار بين جوانب الأرض المضاءة بنور الشمس والمظللة، باتجاه خط الاستواء على جانب الأرض المواجه للشمس (أي أثناء النهار)، ونحو القطبين على الجانب الليلي من الكوكب.
يتم استخدام كل من طرق التيلوريك والمغناطيسية لاستكشاف الهيكل تحت سطح الأرض (كما هو الحال في التنقيب الصناعي). بالنسبة لاستكشاف المعادن، فإن الأهداف هي أي هيكل تحت السطح يتمتع بمقاومة يمكن تمييزها مقارنةً بمحيطه. تشمل الاستخدامات استكشاف الطاقة الحرارية الأرضية، واستكشاف التعدين، واستكشاف النفط، ورسم خرائط مناطق الصدع، واستكشاف المياه الجوفية ومراقبتها، والتحقيق في غرف الصهارة، والتحقيق في حدود الصفائح التكتونية. تستفيد البطاريات الأرضية من تيار مفيد منخفض الجهد من التيارات التحليلية، وكانت تُستخدم لأنظمة التلغراف منذ أربعينيات القرن التاسع عشر.
في نشاط التنقيب الصناعي الذي يستخدم طريقة التيار المتذبذب، توجد الأقطاب الكهربائية بشكل صحيح على الأرض لاستشعار فرق الجهد بين المواقع التي تسببها التيارات التذبذبية المتذبذبة. من المعروف أن النافذة ذات التردد القطع توجد عندما تمر التيارات الصخرية عبر بنية الأرض السفلية. في التردد القطع، تعمل الأرض كموصل.

## في الخيال
في رواية وليم هوب هودسون أرض الليل، فإن "تيار الأرض"، وهو تيار تلوري قوي ، هو مصدر القوة للمعقل الأخير، موطن علم الأورام للإنسان بعد موت الشمس. تيار الأرض لهودجسون هو قوة روحية بالإضافة إلى قوة كهربائية، وهي تطرد وحوش الأراضي الليلية.